# Porky Cohen
Solomon „Porky“ Cohen bzw. Zalman Cohen (* 2. Juni 1924 in Springfield, Massachusetts; † 14. April 2004 in Providence, Rhode Island) war ein US-amerikanischer Jazz- und Rhythm-&-Blues-Musiker (Posaune).

## Leben und Wirken
Porky Cohen

Porträtaufnahme (1983)

Link zum Bild

(Bitte Urheberrechte beachten)
Cohen lernte mit 13 Jahren Posaune; sein Vorbild als Jazzposaunist war Jack Teagarden. Mit 15 Jahren hatte er erste lokale Engagements und nahm Unterricht bei Miff Mole, nachdem er 1941 die Highschool abgeschlossen hatte. Nach einem kurzen Gastspiel bei Benny Goodman arbeitete er in New York bei Tony Pastor, schließlich ab 1944 bei Charlie Barnet, mit dem auch erste Plattenaufnahmen entstanden und Cohen in den Musikkurzfilmen Jasper in a Jam und Thrills of Music Series (1945–47) auftrat. Ab 1948 arbeitete er bei Boyd Raeburn, Lucky Millinder, Tommy Dorsey, Big John Greer, Artie Shaw und Gene Roland. Mit der Formation The Six (Johnny Glasel, Bob Wilber, Tommy Goodman (Piano), Bob Peterson (Bass), Eddie Phyfe, Schlagzeug) spielte er 1954 mehrere Titel für Norman Granz’ Label Norgran ein. In den folgenden Jahren nahm Cohen nur noch selten auf, 1964 mit Pee Wee Russell (Hot Licorice); zwischen 1981 und 1987 spielte er in Providence in der Blues und Swing-Revival-Bigband Roomful of Blues, mit der er auch zwei Alben mit Eddie „Cleanhead“ Vinson bzw. mit Big Joe Turner (Blues Train, 1983) einspielte; 1996 nahm er unter eigenem Namen das Album Rhythm & Bones (Bullseye Blues) auf. Im Bereich des Jazz war er zwischen 1944 und 1996 an 61 Aufnahmesessions beteiligt.